# Талап (Кызылординская область)
Талап (каз. Талап) — станция в Жанакорганском районе Кызылординской области Казахстана. Входит в состав Манапского сельского округа. Код КАТО — 434067500.

## Население
В 1999 году население станции составляло 467 человек (229 мужчин и 238 женщин). По данным переписи 2009 года, в населённом пункте проживало 311 человек (164 мужчины и 147 женщин).